# Vladimir Dimitrovski
Vladimir Dimitrovski (in macedone Владимир Димитровски?; Skopje, 30 novembre 1988) è un ex calciatore macedone, di ruolo difensore.

## Caratteristiche tecniche
Difensore centrale, può adattarsi anche al ruolo di terzino sulla fascia sinistra.

## Palmarès

### Club

#### Competizioni nazionali
- Supercoppa di Macedonia: 1

Vardar: 2013